# Independiente Santa Fe

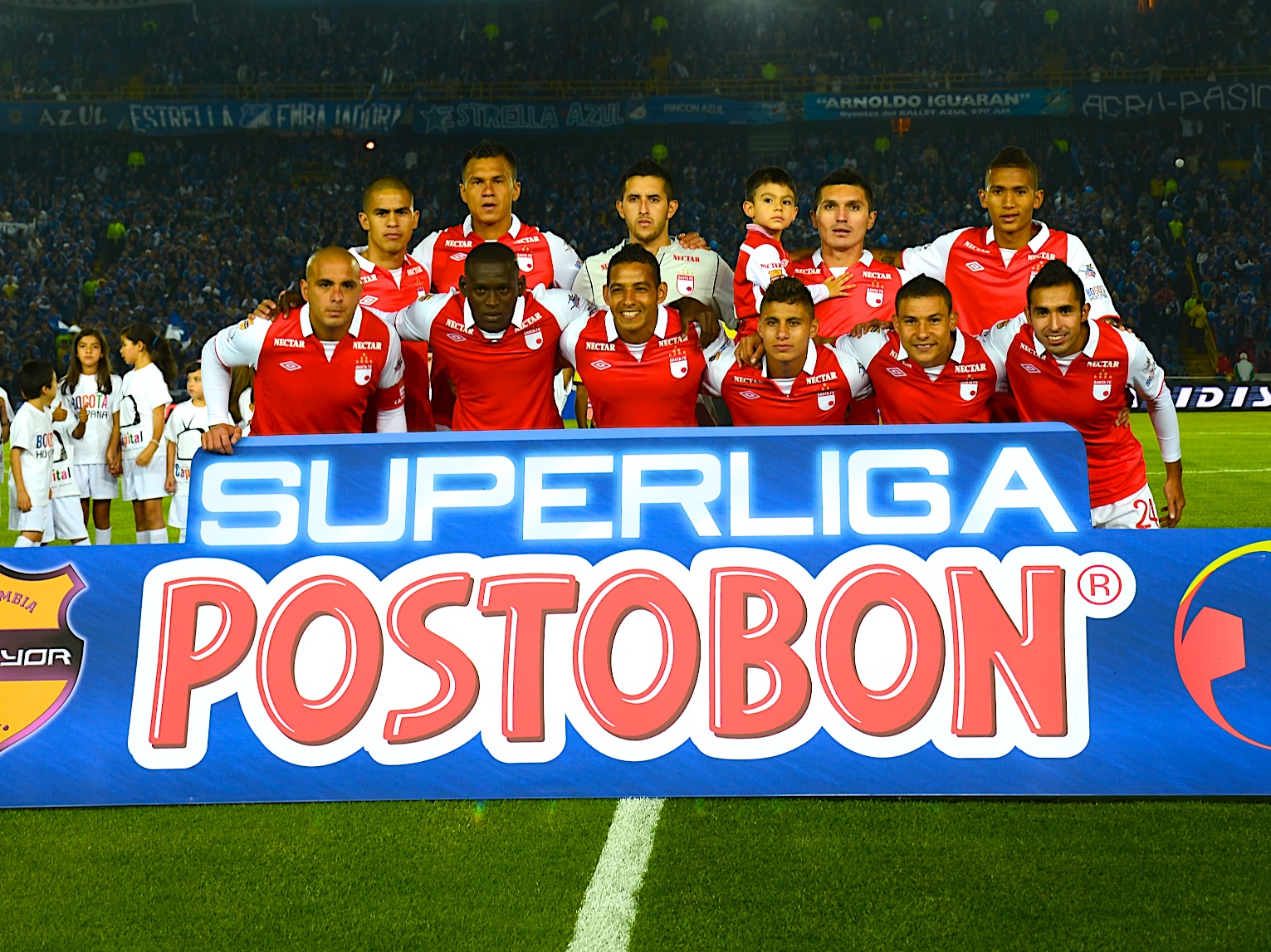
Team van 2013

Club Independiente Santa Fe is een Colombiaanse voetbalclub uit de hoofdstad Bogota.

## Geschiedenis
De club werd opgericht op 28 februari 1941 door een groep studenten van het Colegio Mayor de Nuestra Señora del Rosario en het Colegio Gimnasio Moderno. Toen in 1948 de Colombiaanse profcompetitie werd opgezet was Santa Fe de eerste kampioen. Later wist de club nog vijfmaal landskampioen te worden, de laatste keer in 2012-I. Hoewel de club diverse malen in internationale toernooien meedeed, wist het nog nooit een internationale prijs te pakken. De beste resultaten waren een tweede plek in de Copa Merconorte in 1999 en een tweede plek in de Copa CONMEBOL in 1996.
De grootste rivaal van Santa Fe is stadsgenoot Millonarios. Beide teams spelen sinds het begin van de profcompetitie in de hoogste divisie en de wedstrijd tussen beide teams staat bekend als de Clásico capitalino.

## Erelijst
Nationaal
- Colombiaans landskampioenschap (9)

1948, 1958, 1960, 1966, 1971, 1975, 2012-I, 2014-II, 2016-II
- Copa Colombia (2)

1989, 2009
- Superliga Colombiana (2)

2013, 2015
Internationaal
- Copa Simón Bolívar (1)

1970
- CONMEBOL Sudamericana (1)

2015
- Suruga Bank Championship (1)

2016

## Stadion
Santa Fe speelt zijn thuiswedstrijden, net als rivaal Millonarios in het Estadio Nemesio Camacho, ook wel bekend als El Campín. Dit stadion werd in 1938 in gebruik genomen met een wedstrijd tussen Colombia en Ecuador, die werd gewonnen door Ecuador. In de loop der jaren is het stadion verschillende malen uitgebreid. Na een uitbreiding in 1968 bood het stadion plaats aan 62.500 toeschouwers, maar na nieuwe aanpassingen en veiligheidsmaatregelen is dit nu beperkt tot 48.600. Zowel in 1975 als in 2001 werd in dit stadion de finale van de Copa América afgewerkt.

## Kampioensteams
- 1948 — Germán Antón [Arg], Oscar Bernau [Arg], Jaime Cardona, Luis Contreras, Carlos Chavez, Adolfo Cusmay, Antonio Julio de la Hoz, José Casimiro Doku Bermejo, Lorenzo Tano Delli [Arg], Simón Ferro, Luis Fisco, Darío Forero, Roberto Gamez, Julio Gaviria, Alberto Guardiola, Jesús María Lires Lopez [Arg], Hernando Moyano, Luis Orué, Carlos Osorio, Rafael Prieto, Luis Alberto Rubio, Julio Samudio, Arturo Ucrós, Rafael Valek. Trainer-coach: José Castillo.

- 1958 — César Alvarez, Rodolfo Avila [Arg], Rodolfo Bedialle [Arg], Carlos Alberto Bolla [Arg], Fernando Fernández, Juan José Ferraro [Arg], Nicolás Gianastasio [Arg], José Vicente Grecco [Arg], Norberto Hernández, Manuel Pacheco, Juan Carlos Pellegrino [Arg], Francisco Perrocino [Arg], Carlos Rodríguez, Jaime Silva. Trainer-coach: Julio Tocker.

- 1960 — Carlos Aponte, Jairo Arias, Leonardo Bevilacqua [Arg], Ricardo Campana [Arg], Héctor González, Norberto Hernández, Guillermo Milne [Arg], Juan Montero [Arg], Oswaldo Panzutto [Arg], Alberto Orlando Perazzo [Arg], Miguel Resnik [Arg], Carlos Rodríguez, Jaime Silva, Hernando Tovar. Trainer-coach: Julio Tocker.

- 1966 — Carlos Antonietta [Arg], Carlos Aponte, Ary Goncálvez [Bra], Germán Avila, Oswaldo Ayala [Arg], Alfonso Cañón, Claudionor Cardozo [Bra], Efraín Castillo, Pablo Centurión [Par], Omar Lorenzo Devanni [Arg], Pedro Díaz [Par], Delio Gamboa, Orlando Marín, Efraín Padilla, Ignacio Pérez, Carlos Robelle [Arg], Ramón Rodríguez [Par], Gelson Russo Vieira [Bra], Walter Morães Waltinho [Bra]. Trainer-coach: Gabriel Ochoa Uribe.

- 1971 — Leonidas Aguirre, Pedro Alzate, Miguel Ángel Arce, Miguel Ángel Basilico [Arg], Víctor Campaz, Alfonso Cañón, Ernesto Díaz, Luis Augusto García, Domingo González, Manuel Manjarres, Luis Alberto Montaño, Vicente Rebellón, Jaime Rodríguez, Walter Sossa [Uru], Eliodoro Vásquez, Walter Morães Waltinho [Bra]. Trainer-coach: Todor Veselinović [Yug].

- 1975 — Alfonso Cañón, Raúl Castelblanco, Héctor Javier Céspedes, Ernesto Díaz, Germán Gonzales, Darío López, Luis Gerónimo López [Arg], Marco Tulio López, James Mina Camacho, Moisés Pachón, Carlos Alberto Pandolfi [Arg], Hernando Piñeros, Augusto Rangel, Leonardo Recúpero [Arg], Antonio Rivas, Alonso Rodríguez, Juan Carlos Sarnari [Arg], José Antonio Tébez [Arg], Ramiro Viáfara. Trainer-coach: Francisco Hormazábal [Chi].

- 2012-I — Camilo Vargas, Sergio Otálvaro, Julián Quiñones, Francisco Meza, Yulian Anchico, Luis Carlos Arias, Daniel Alejandro Torres, Juan Daniel Roa, Omar Sebastián Pérez [Arg], [Jonathan Copete, Diego Cabrera [Bol], Juan Manuel Leyton, Germán Centurión [Par], Gerardo Bedoya, Edwin Cardona, Mario Efrain Gómez, Óscar Rodas. Trainer-coach: Wilson Gutiérrez